# Formostenus malaisei
Formostenus malaisei är en stekelart som beskrevs av Jonathan 1980. Formostenus malaisei ingår i släktet Formostenus och familjen brokparasitsteklar. Inga underarter finns listade i Catalogue of Life.